# Джурич, Даниэль
Да́ниэль Де́ян Джу́рич (исл. Danijel Dejan Djuric; род. 5 января 2003, Варна) — исландский футболист, нападающий хорватской «Истры 1961» и сборной Исландии.
Джурич родился в Болгарии в семье серба и болгарки; когда Даниэлю было два года, его родители переехали в Исландию.

## Клубная карьера
Джурич — воспитанник исландского «Брейдаблика» и датского «Мидтьюлланна». В 2022 году Даниэль вернулся на родину, подписав контракт с «Викингуром». 16 июля в матче против «Хабнарфьордюра» он дебютировал в чемпионате Исландии. 15 августа в поединке против «Брейдаблика» Даниэль забил свой первый гол за «Викингур». В своём дебютном сезоне игрок помог клубу завоевать Кубок Исландии, а через год оформить национальный дубль (победа в чемпионате и Кубке страны). В 2025-м году клуб с Джуричем в составе стал первой исландской командой, сыгравшей в плей-офф Лиги конференций.
Зимой 2025-го года перешёл в хорватскую «Истру 1961». Дебютировал в Хорватской футбольной лиге 28 февраля в домашнем матче с загребской «Локомотивой» (победа хозяев 3:2).

## Международная карьера
В 2019 году в составе юношеской сборной Исландии Джурич принял участие в юношеском чемпионате Европы в Ирландии. На турнире он сыграл в матчах против команд России и Венгрии.
11 ноября 2022 года в товарищеском матче против сборной Южной Кореи Джурич дебютировал за сборную Исландии.

## Достижения
Клубные
 «Викингур»
- Победитель чемпионата Исландии — 2023
- Обладатель Кубка Исландии — 2022, 2023
- Обладатель Суперкубка Исландии — 2024